# 黒木雅文

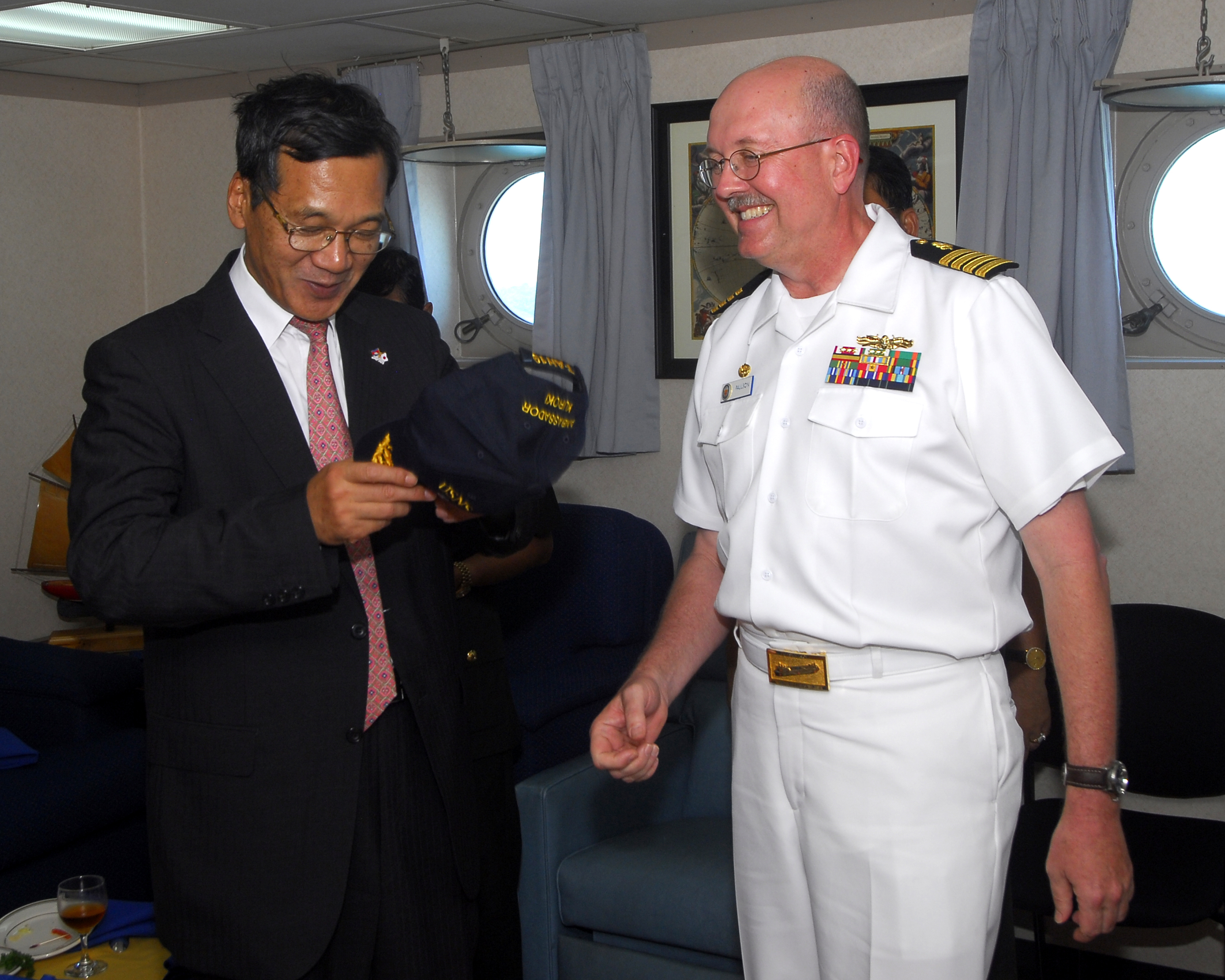
カンボジア大使時代にジェフリー・ポールソン米海軍大佐（右）から軍帽を送られる黒木雅文（2010年6月16日撮影）

黒木 雅文（くろき まさふみ、1951年（昭和26年） - ）は、日本の外交官、国際公務員。駐セルビア特命全権大使、外務省参与等を経て、アジア海賊対策地域協力協定情報共有センター事務局長。

## 人物・経歴
宮崎県出身。ラ・サール中学校・高等学校を経て、一橋大学法学部を卒業し、1974年（昭和49年）4月外務省に入省する。外務省では対外経済協力部門を歩み、経済協力局調査計画課長、経済協力局審議官等を経て、平成14年8月より経済産業省大臣官房審議官（貿易経済協力局担当）を務めた。独立行政法人国際協力機構（JICA）理事兼財団法人日本国際協力システム理事を経て、2009年8月26日から2013年2月23日までカンボジア駐箚特命全権大使。2013年セルビア駐箚特命全権大使兼モンテネグロ駐箚特命全権大使。2015年7月外務省参与、2016年4月アジア海賊対策地域協力協定情報共有センター（ReCAAP-ISC）事務局長。

## 同期
- 佐々江賢一郎（12年駐米大使・10年外務事務次官・08年政務担当外務審議官）
- 林景一（11年駐英大使・08年内閣官房副長官補・08年駐アイルランド大使）
- 小田部陽一（11年ジュネーブ国際機関政府代表部大使・08年経済担当外務審議官）
- 吉川元偉（13年国連大使・10年OECD大使・09年アフガニスタン・パキスタン支援担当大使・06年駐スペイン大使）
- 高松明（11年駐スロバキア大使・科学技術振興機構理事・06年駐キューバ大使）
- 石田仁宏（08年駐アルゼンチン大使・05年駐ペルー大使・72年語学研修員採用、74年外務省公務員採用上級試験に合格して再入省）
- 四宮信隆（10年駐ポルトガル大使・07年駐ドミニカ共和国大使）
- 原田親仁（16年日露関係担当大使・11年駐露大使・08年駐チェコ大使）
- 目賀田周一郎（11年駐メキシコ大使・08年駐ペルー大使）
- 卜部敏直（11年駐フィリピン大使・07年駐アイルランド大使）
- 遠藤茂（09年駐サウジアラビア大使・07年駐チュニジア大使）
- 多賀敏行（12年駐ラトビア大使･09年駐チュニジア大使）
- 斉藤隆志（10年駐ミャンマー大使・06年駐セネガル大使）
- 城田安紀夫（10年駐ノルウェー大使・07年駐イラン大使・04年イラク復興支援等調整担当大使・01年駐カタール大使）
- 山本忠通（12年駐ハンガリー大使・10年アフガニスタン・パキスタン支援担当大使・08年ユネスコ日本政府代表部大使）
- 山中誠（11年駐ポーランド大使・10年科学技術担当大使・07年駐シンガポール大使）
- 佐藤重和（12年駐タイ王国大使・10年駐オーストラリア大使）
- 中根猛（12年駐独大使・09年ウィーン国際機関代表部大使）
- 西ヶ廣渉（14年宮内庁宮務主管・12年駐ルクセンブルク大使・09年駐リビア大使）
- 吉澤裕（12年駐南アフリカ共和国大使・08年駐フィジー大使）
- 貞岡義幸（10年駐パラオ大使）
- 寒川富士夫（10年駐マラウイ大使）
- 沼田幹男（12年駐ミャンマー大使・11年外務省領事局長）
- 白石和子（12年駐リトアニア大使）
- 高橋二雄（13年駐アゼルバイジャン大使）
- 小池孝行（13年駐キルギス大使）
- 中北徹（07年アジア・ゲートウェイ戦略会議座長代理）